# ThyssenKrupp
ThyssenKrupp este un concern industrial german cu 188.000 de angajați. Principalele produse ale companiei sunt oțelul, nave maritime, lifturi, etc.
În anul financiar 2008 a înregistrat o cifră de afaceri de 40,6 miliarde euro.

## ThyssenKrupp în România
Compania este prezentă și în România prin toate cele cinci divizii ale sale, respectiv metalurgie, auto, ascensoare, bunuri industriale și servicii.
Concernul german deține trei unități de producție, la Galați (agregate minerale din zgură de oțelărie - DSU Romania SRL) și Sibiu (amortizoare auto - ThyssenKrupp Bilstein Compa, respectiv arcuri cu foi și parabolice - ThyssenKrupp Compa Arcuri).
Celelalte unități ale grupului german în România sunt în domeniul oțelului, respectiv ThyssenKrupp Sisteme pentru Construcții SRL și Thyssen Krupp VDM Austria GmbH.
A înregistrat din activitățile derulate în România, în anul fiscal 2003-2004, un volum total al afacerilor de 122,6 milioane de euro.
Începând cu Septembrie 2020, divizia de ascensoare a companiei a fost vândută către un consortium compus din  Advent, Cinven [CINV.UL] si RAG foundation pentru suma de  17,2 Miliarde de Euro (17.2 billion euros).
Aceasta se numește azi TK Elevator, păstrând inițialele fondatorilor, dar cu o imagine și un logo diferite.